# Mikoyan-Gurevich MiG-3
El Mikoyan-Gurevich MiG-3 (en ruso: МиГ-3) fue un avión de caza monomotor de ala baja fabricado por la oficina de diseño soviética Mikoyan-Gurevich durante los años 40 a partir del Mikoyan-Gurevich MiG-1, y que entró en servicio en la Fuerza Aérea Soviética, con la que participó en la Segunda Guerra Mundial.
Fue un desarrollo del MiG-1 por el OKO (opytno-konstruktorskij otdel - Departamento de Diseño Experimental) de Zavod (Fábrica) N.º 1 en Moscú para remediar los problemas encontrados durante el desarrollo y las operaciones del MiG-1. Reemplazó al MiG-1 en la línea de producción en la Fábrica N.º 1 el 20 de diciembre de 1940 y se construyó en grandes cantidades durante 1941 antes de que la Fábrica N.º 1 se convirtiera para construir el Ilyushin Il-2.
El 22 de junio de 1941, al comienzo de la Operación Barbarroja, unos 981 estaban en servicio con las Fuerzas Aéreas Soviéticas (VVS), las Fuerzas de Defensa Aérea Soviéticas (PVO) y la Aviación Naval Soviética. El MiG-3 era difícil de volar en tiempos de paz y mucho más en combate. Originalmente diseñado como un caza-interceptor de gran altitud, el combate en el Frente Oriental se realizaba generalmente en altitudes más bajas, donde era inferior al Messerschmitt Bf 109 alemán, a diferencia de sus contemporáneos soviéticos. También se puso en servicio como cazabombardero durante el otoño de 1941, pero tampoco era adecuado para esto. Las bajas sufridas en combate fueron muy altas, en porcentaje las más altas entre todos los cazas de la VVS, con 1.432 derribados. Los supervivientes se concentraron en la PVO, donde sus desventajas importaban menos, siendo el último retirado del servicio antes del final de la guerra.

## Desarrollo
Mikoyán y Gurévich realizaron un gran número de modificaciones en el diseño del MiG-1 tras las pruebas realizadas en el túnel de viento T-1 del Instituto Central Aéreo e Hidrodinámico (TsAGI). Todos los cambios, se realizaron dentro de la planta de fabricación.
Estos cambios, incluían:
- Adelantar 4 pulgadas (101 mm) el motor, lo que le daba más estabilidad.
- Aumentar el ángulo interno del diedro un grado, lo que también incrementó su estabilidad.
- Añadir un nuevo radiador (OP-310), el cual permitía cargar un tanque adicional de combustible de 250 L.
- Adición de un tanque de aceite bajo el motor.
- Venteo de los gases de escape dentro de los tanques de combustible, para reducir la probabilidad de fuego en caso de impacto de fuego enemigo.
- Añadir un blindaje de 8 mm tras el piloto (incrementado a 9 mm posteriormente).
- Mejora aerodinámica de la toma de admisión del sobrecompresor.
- Consolidar el tren de aterrizaje principal.
- Incrementar el tamaño de las ruedas principales hasta los 650 mm x 200 mm.
- Mejorar la cúpula, lo que permitió mejorar la vista posterior del piloto, y permitió también el montaje de una radio RSI-1 tras el piloto (aumentada posteriormente a una RSI-4).
- Rediseñar el panel de instrumentos.
- Mejorar las miras de las armas de PBP-1 a PBP-1ª.
- Incrementar la dotación de munición para el cañón ShKAS hasta los 750 disparos por arma.
- Puntos adicionales bajo las alas, que le permitían portar bajo las alas 220 kg de bombas, tanques rociadores u ocho cohetes no guiados RS-82.

El primer avión en ver estos cambios, fue el I-200 No.04, que era el cuarto prototipo del I-200, y que se acabó convirtiendo el MiG-1. el cual, voló por primera vez a finales de octubre de 1940. Tras el éxito de su primer vuelo, pasó a la Fuerza Aérea Soviética para sus pruebas oficiales.
Durante las pruebas, el NKAP (Ministerio Popular de la Industria Aeronáutica ), anunció que tres fábricas, construirían el MiG-3 y que se requerían un total de 3600 aparatos construidos en 1941.

## Historia operacional

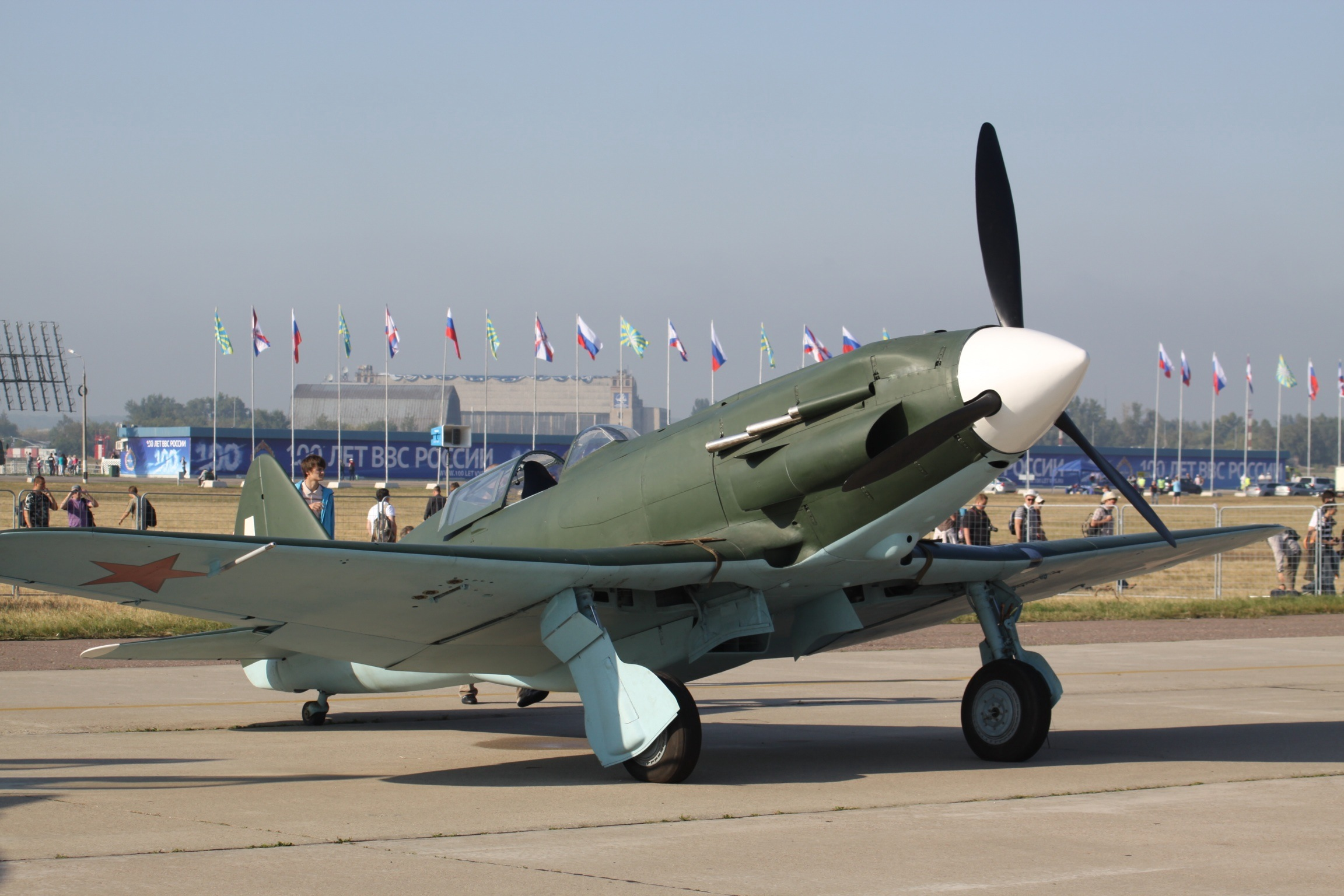
Un Mikoyan Mig-3 en el aeropuerto internacional Zhukovsky

El primer MiG-3 de serie, salió de la línea de producción el 20 de diciembre de 1940. En marzo de 1941, 10 de estos aparatos, salían de las fábricas cada día. En el momento de la Operación Barbarroja, se habían fabricado más de 1200 MiG-3 .
Durante las pruebas iniciales, se encontró al avión inferior al MiG-1 debido al incremento de peso, y al mayor consumo de combustible tal y como habían avisado a Mikoyan y Gurevich desde la fábrica número 24, pero el consumo de combustible se encontró realmente adecuado cuando se detectó un fallo en la corrección de altitud. 
Sin embargo, esta no fue la última edición que vio el MiG-3 durante su despliegue. Algunos MiG-3 producidos, se les encontró un comportamiento inaceptable en altitud, debidos a la presión del combustible y el aceite. También se encontró, que algunos pilotos, intentaban volar el MiG-3 como si fuera los anteriores cazas, (especialmente, los Polikarpov I-15, I-153 e I-16). Se introdujeron nuevas bombas de combustible y aceite, y se intentó realizar entrenamientos para familiarizar a los pilotos con el MiG-3.
En los dos años siguientes, el MiG-3, sufrió algunos nuevos cambios, incluido el aumento de sus cañones y ametralladoras.
Debido a las condiciones de batalla contra las fuerzas alemanas, el MiG-3 se vio forzado a luchar a baja altitud, incluso en funciones de ataque a suelo, aunque en este papel, se le encontró muy inferior, por lo que dejó de desempeñarlo. La muerte para el MiG-3 llegó con el cese de la producción de los motores AM-35A ya que Mikulin se concentró en el nuevo AM-38 producido para el Ilyushin Il-2 Shturmovik. Siguió usándose para funciones de reconocimiento, donde su techo de vuelo, cercano a los 40 000 pies y su alta velocidad en altitud, le hacían adecuado para este papel. 
A pesar de las limitaciones del MiG-3, Alexánder Pokrishkin, fue el segundo mayor as de caza de la aviación soviética con 59 victorias oficiales registradas, muchas de las cuales, fueron a los mandos de un MiG-3.

## Variantes
Durante el resto de la guerra, Mikoyán y Gurévich continuaron desarrollando el MiG-3 como caza interceptor de gran altitud, como originalmente había sido diseñado, así como otros prototipos con mayores y más potentes, designados con los nombres I-220 o MiG 3-82 hasta el I-225 (Algunas Fuentes, asignan erróneamente la designación MiG-7 a una de estas aeronaves). 
Hubo algunos intentos de remotorizar el avión con el AM-37. Este aparato, fue designado como MiG-7, pero con el cese de la producción de estos motores, el proyecto se canceló. Desde la primavera de 1942, los MiG-3 fueron desplazados desde el frente, a las escuadrillas de defensa aérea, algunos de los cuales, volaron con ellos el resto de la guerra. 
- MiG-3 : Caza interceptor monoplaza, con un motor Mikulin AM-35A de 1350 CV. (1007 kW).
- I-210 : Prototipo del MiG-3 con un motor radial Shvetsov ASh-82, también conocido como MiG-3-82.
- I-211 : Prototipo del MiG-3 con motor radial Shvetsov.
- MiG-3U : Versión prototipo derivado del MiG-3 con el mismo motor.

## MiG-9 (I-210)
Esta fue una denominación temprana de MiG-9. Hay un MiG-9 definitivo .
Hubo un intento final de salvar los aviones, remotorizándolos con el motor radial Shvetsov ASh-82, el mismo que se había usado para crear el Lavochkin La-5 desde el LaGG-3. Los prototipos, fueron designados I-210 e I-211, y los resultados fueron exitosos, por lo que se consideró producirlo bajo la designación MiG-9 (no debe ser confundido con el posterior reactor). Aunque el La-5 ya estaba en producción, y el I-211 no ofrecía nada nuevo a la Fuerza Aérea Soviética que no hiciera el La-5. Algunas células del MiG-9 fueron también testadas con los motores Pratt & Whitney R-2800-63.
Dos prototipos finales, los I-230 e I-231, intentaron hacerlos lo más parecido posible al original, aligerándolo considerablemente, pero con el MiG-3 relegado a misiones secundarias, la Fuerza Aérea Soviética, no estuvo interesada. 
La producción en masa de los poderosos motores radiales Shvetsov M-82 de dos hileras comenzó el 19 de mayo de 1941 en la Fábrica de motores de Perm. A A.I. Mikoyán, N.N. Polikárpov, P.O. Sujói y A.S. Yákovlev se les dio la tarea de tratar de instalar este motor en sus cazas.El primer motor en condiciones de vuelo se entregó a la OKB-155 el 18 de mayo, y los dibujos para el prototipo estaban listos a mediados de junio, siendo el 1 de julio la fecha límite para el primer vuelo.
La nueva máquina, denominada I-210 o el MiG-9, difiere de la norma del MiG-3:
- nuevo fuselaje ampliada para acomodar el nuevo motor, el fuselaje trasero ampliado y también tenía una sección más redondeada[5]
- ala retrasada 100 mm por razones de equilibrio.[5]
- nuevos paneles de contrachapado en partes del fuselaje[5]
- timón equilibrado aerodinámicamente[5]
- alerones horizontales y verticales ampliados(aparentemente mayor que en los finales del Mig-3);
- cubierta NACA del motor, con cuatro paneles fácilmente desmontables;
- control de flujo de aire de refrigeración sobre el La-5 y el I-185, que se hizo de persianas (probablemente 12 +12) que podrían retractarse detrás de la ruleta girando en un lado;
- dos tubos laterales de escape[5]
- cuatro tanques de combustible para un total de 488 L, el tanque ventral era aún protuberantes;
- dos enfriadores de aceite SLB-8 instalados en un túnel por debajo de la nariz[5]
- hélice AV-5-127A , de 3 m de diámetro[5]
- armado con 3 ametralladoras UBS de 12,7 mm con 200 balas cada una, (y 2 ShKAS de 7,62 mm con 650 balas cada una en los últimos 3 prototipos); todas las armas fueron instaladas en la nariz;
- tren de aterrizaje principal sin necesidad de abrir las puertas de panel de acceso

## Supervivientes
En mayo de 2007, un MiG-3 restaurado, voló en Novosibirsk, Siberia. Hasta julio de 2007, la aeronave, había completado 20 vuelos. En agosto de 2007, un avión restaurado (pintado con tonos de camuflaje verdes y marrones y con un número 17 blanco) realizó una serie de rutinas de vuelo acrobático el tercer día del espectáculo aéreo MAKS 2007.

## Usuarios
Unión Soviética
- Fuerza Aérea Soviética
- Aviación Naval Soviética
- Defensa Antiaérea Soviética

## Especificaciones del Mikoyan-Gurevich MiG-3

### Características generales
- Longitud: 8,25 m
- Envergadura: 10,20 m
- Altura: 3,50 m
- Superficie alar: 17,44 m²
- Perfil alar: Clark YH
- Peso vacío: 2699 kg
- Peso máximo al despegue: 3355 kg
- Planta motriz: 1× motor lineal V-12 refrigerado por líquido Mikulin AM-35.
  - Potencia: 993 kW (1350 hp)

### Rendimiento
- Velocidad nunca excedida (Vne): 640 km/h a 7800 m (25 600 pies)
- Alcance: 820 km
- Techo de vuelo: 12 000 m 39 400 pies
- Régimen de ascenso: 14,7 m/s (2890 pies/min)
- Carga alar: 192 kg/m² (39,4 lb/pie²)
- Potencia/peso: 0,30 kW/kg (0,18 hp/lb)

### Armamento
- Ametralladoras: 

  - 1 × Berezin UB de 12,7 mm
  - 2 × ShKAS de 7,62 mm
  - 2 × ShKAS de 7,62 mm subalares en últimos modelos
- Bombas: 

  - 2 de 100 kg
- Cohetes: 

  - 6 × RS-82 de 82 mm
- Otros: 

  - 2 × tanques rociadores para lanzar venenos, gas o líquidos inflamables

### Desarrollos relacionados
- Mikoyan-Gurevich MiG-1
- Mikoyan-Gurevich MiG-7
- I-211
- I-225
- I-231

### Aeronaves similares
- Heinkel He 100
- Curtiss XP-37
- Yakovlev Yak-1
- Lavochkin-Gorbunov-Goudkov LaGG-3

### Secuencias de designación
- MiG-1 – MiG-3 – MiG-9 –  MiG-15  –  MiG-17  – MiG-19 – MiG-21 – MiG-23 – MiG-25 – MiG-27 – MiG-29 – MiG-31 – MiG-33 – MiG-35

### Listas relacionadas
- Anexo:Cazas de la Segunda Guerra Mundial